# Tom Wolgers

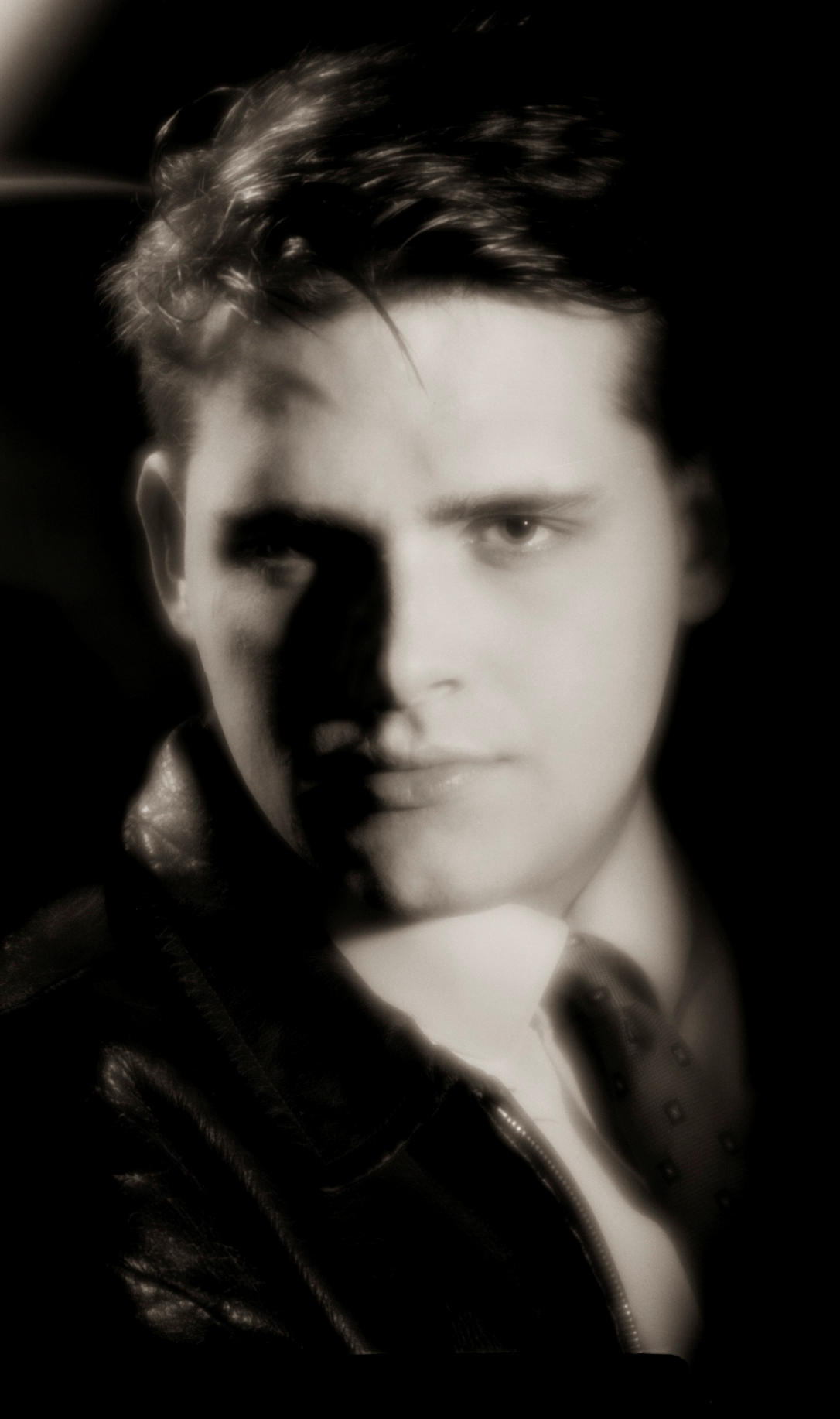
Tom Wolgers, vid tiden för Mockba Music.

Tom Erik Wolgers, född 9 juni 1959 i Stockholm, död 3 november 2020 i Sankt Johannes distrikt i Stockholm, var en svensk musiker, kompositör och modell.

## Biografi
Wolgers spelade 1980–1981 i Lustans Lakejer, men satsade senare på en karriär som fotomodell under några år. Därefter grundade han gruppen Mockba Music tillsammans med bland andra Johan Vävare. Senare bildade Wolgers duon Paris Bis med Irma Schultz, vilken då och då uppträdde med Johan Kinde i ett återförenat Lustans Lakejer. Han komponerade även musik till konstutställningar, bland annat Stockholmssviten (1987) som visades på Moderna Museet med fotografier av Bruno Ehrs, Musique du Nord (1984), och reklamfilmer.
2007 medverkade Wolgers i Melodifestivalen tillsammans med Lustans Lakejer. De återförenades igen 2016, 35 år efter den andra skivan. Hans sista spelning var på Kulturbolaget i Malmö, en livestreamad konsert sommaren 2020.
Tom Wolgers avled i cancer.

### Familj
Wolgers var son till Beppe Wolgers i hans första äktenskap med Inger Grönstedt, senare omgift med Alvar Domeij. 
Tom Wolgers var halvbror till Benton Wolgers och kusin till Dan Wolgers.